# Azygonyx
Azygonyx був невеликим тілодонтним ссавцем, розміром від кота до єнота, який мешкав у Північній Америці в палеоцені та еоцені на початку кайнозойської ери. Єдині знайдені скам'янілості належать до формацій Вілвуд і Форт Юніон у басейні Біггорн у штаті Вайомінг, Сполучені Штати, і датуються періодом від кларкфорського до васатчського періоду, приблизно 56–50 мільйонів років тому. П'ятдесят шість колекцій, які були відновлені на даний момент, включають останки Азигонікса. Азигонікс пережив еоценовий термальний максимум палеоцену разом з іншими ссавцями, такими як Phenacodus і Ectocion, обидва з яких були наземними ссавцями. Ймовірно, азигонікс бродив по землі, але також міг лазити по деревах.

## Етимологія
Назва роду походить від «a-», що означає «відсутній», «zygos-», що означає з'єднання, і «onyx», що означає «кіготь», що стосується нез'єднаних кігтеподібних різців.

## Опис
Повного скелета азигонікса не знайдено, тому визначити точний вигляд і розмір тіла тварини досить важко. Порівняно з іншими тилодонтами, азигонікс був відносно малим, про що свідчить довжина ліктьової кістки приблизно 50 міліметрів і нижньої щелепи приблизно 60 міліметрів.

## Палеоекологія
Великі та стиснуті з боків кігті свідчать про те, що Azygonyx був адаптованим для лазіння. Водночас кістки стопи вказують на певною мірою рухливий чи рийний спосіб життя. Азигонікс, ймовірно, проводив багато часу на деревах, але час від часу шукав їжу на землі або копав коріння.